# Скуратовський Віктор Васильович
Ві́ктор Васи́льович Скурато́вський (нар. 15 червня 1974, Житомир) — український рок-музикант та відомий український режисер, кліпмейкер. Засновник та колишній бас-гітарист рок-групи «Друга Ріка». Автор кліпів багатьох відомих українських гуртів та виконавців.[джерело?]

## Життєпис
Народився у Житомирі, з 1998 року проживає у Києві..

### Творча кар'єра

#### Друга Ріка
1995 року Віктор Скуратовський, разом із Валерієм Харчишиним та Олександром Барановським засновує групу Second River. За рік музиканти змінюють назву на «Друга Ріка». До 2014 року у складі групи у якості бас-гітариста, є співавтором багатьох пісень колективу, виступає режисером більшості відеокліпів. У 2005 році, після виходу кліпу «Друга Ріка» на пісню "Так мало тут тебе", окремо розпочинається режисерська карʼєра. Окрім кліпів для рідного колективу, активно співпрацює у якості режисера-кліпмейкера із багатьма українськими артистами. У лютому 2014 року покидає гурт, продовжуючи режисерську карʼєру. З 2015 по 2017 рік виступає у складі групи Мачете. У березні 2020 року, в рамках сольного концерту «Друга Ріка» у клубі ATLAS на честь святкування 15-річчя виходу альбому Рекорди, колишній учасник приєднався до екс-колег на сцені, аби зіграти деякі пісні разом.

#### Кліпмейкерство та режисура
Ще за часів участі у гурті Друга Ріка, Скуратовський спробував себе у ролі кліпмейкера. Першою його роботою став відеокліп на пісню Три хвилини у 2006 році. Також він є автором більшості кліпів на пісні колективу, серед яких найвідоміші — "Три хвилини", "Фурія", "Відчиняй"," Дотик", "Ти зі мною? Я здаюсь!". На цей час, останньою відеороботою режисера для гурту є кліп «Дощ/Хай вмиє нас» 2018 року.
Є режисером знаменитого фільму Голодомор в Україні, який був представлений на відкритті меморіалу жертвам голодомору у Києві і став основою його експозиції. Крім того, Скуратовський є експертом у сфері візуалізації меседжів виборчих кампаній.
Співачка Альоша та Скуратовський спільно підготували кінофотоекспозицію, присвячену 25-річчю Чорнобильської трагедії. У експозиції представлені кіно- і фотоматеріали, зняті під час роботи над кліпом «Sweet People». Саме цей ролик був створений Скуратовським для конкурсу «Євробачення-2010». Для фільмування відео творча група здійснила експедицію в Чорнобильську зону, місто Прип'ять. За час роботи була знята маса унікальних кадрів, у тому числі поблизу 4 енергоблоку Чорнобильської АЕС. Проте не все використовувалося для кліпу. Тому рік потому вирішено організувати експозицію з матеріалів знімальних робіт в Чорнобильській зоні.

## Особисте життя
Дружина - Наталія. Діти - Денис (1996) , Марта (2012), Яків (2024)

## Кліпи
- Ані Лорак
  - «Для Тебе»[5]
- Асія Ахат:
  - «Ядовитая стрела»
- Альоша:
  - «Sweet People»
- Wassabi:
  - «Кто бы»[6]
- Dруга Ріка:
  - «Три хвилини»
  - «Денніч»
  - «Відчиняй» (feat. Jazzex)
  - «Кінець світу» (спыльно з О.Борщевським)
  - «Фурія»
  - «Догоним! Доженемо!» (feat. Токіо)
  - «Космоzoo»
  - «Дотик»
  - «Ти зі мною?! Я здаюсь!»
  - «Незнайомка»
  - «Світ на різних берегах» (feat. Mor ve Ötesi)
  - «Назавжди (НаНаМаНа)»
  - «Скажи» (feat. Віра Брежнєва)
  - «Дощ/Хай вмиє нас»
- SOE
  - «Невеста».

| Рік  | Пісня                  | Співак           | Посилання в Youtube                              | Кількість переглядів* |
| ---- | ---------------------- | ---------------- | ------------------------------------------------ | --------------------- |
| 2010 | Про                    | А. Р. М. І. Я.   |                                                  | 312 тис.              |
| 2014 | Против ветра           | Марія Яремчук    | [Архівовано 27 грудня 2018 у Wayback Machine.]   | 605 тис.              |
| 2016 | Маленька               | KARNA            | [3]                                              | 1 млн.                |
| 2017 | «Party на Прикарпатті» | KARNA            |                                                  | 5,1 млн.              |
| 2017 | Как мы любили          | Пара Нормальних  | [Архівовано 13 квітня 2019 у Wayback Machine.]   | 4 млн.                |
| 2019 | Виолончель             | NIKITA LOMAKIN   | [Архівовано 6 листопада 2019 у Wayback Machine.] | 1 млн.                |
| 2019 | Останемся              | Дорош            | [Архівовано 11 грудня 2019 у Wayback Machine.]   | 2 млн.                |
| 2021 | «Добрий вечір»,        | KARNA            |                                                  | 2,9 млн.              |
| 2022 | Юність                 | Христина Соловій | [ 7 ]                                            | 1.5 млн.              |
| 2023 | Прошу пана до смереки  | KARNA            | [ 8 ]                                            | 305 тис.              |

*кількість переглядів відеокліпу в YouTube станом на 22.11.2019

## Нагороди
| Рік  | Премія          | Номінація       | Результат | Примітка                                             | Джерело |
| ---- | --------------- | --------------- | --------- | ---------------------------------------------------- | ------- |
| 2019 | M1 Music Awards | Кліпмейкер року | Номінація | кліпи NIKITA LOMAKIN — Виолончель, ДОРОШ — Останемся | [ 9 ]   |

### Інтерв'ю
- Чат з особистістю: Скуратовський (укр.)

### Відео
- Візуалізація меседжів виборчої кампанії через якісний соціальний відеоконтент [Архівовано 14 березня 2011 у Wayback Machine.]
- Інтерв'ю «Новому каналу»
- Віктор Скуратовський розповів, що він протестант[недоступне посилання з липня 2019]
- Віктор Скуратовський про п'ятницю 13-го [Архівовано 3 липня 2014 у Wayback Machine.]